# Albert Nobbs
Albert Nobbs (bra/prt: Albert Nobbs) é um filme franco-americano-britano-irlandês de 2011, do gênero drama, dirigido por Rodrigo García, com roteiro de Glenn Close e John Banville baseado num romance de George Moore.
O filme recebeu diferentes críticas, mas os desempenhos de Glenn Close e Janet McTeer foram elogiados e ambos foram nomeados para os Oscares da Academia nas categorias de melhor atriz e melhor atriz secundária, respetivamente. As atrizes receberam também nomeações para os Globos de Ouro e o Screen Actors Guild Award. O filme também foi indicado para o Oscar de melhor maquilhagem.

## Sinopse
Durante 20 anos, mulher se disfarça de homem para manter seu emprego de mordomo em hotel de alto luxo de Dublin e assim sobreviver à sociedade conservadora da Irlanda do século XIX.

## Prémios e nomeações
| Prémio             | Categoria               | Destinatário                                        | Resultado |
| ------------------ | ----------------------- | --------------------------------------------------- | --------- |
| Oscar 2012         | Melhor atriz            | Glenn Close                                         | Indicado  |
| Oscar 2012         | Melhor atriz secundária | Janet McTeer                                        | Indicado  |
| Oscar 2012         | Melhor maquilhagem      | Martial Corneville, Lynn Johnson, Matthew W. Mungle | Indicado  |
| Globo de Ouro 2012 | Melhor atriz - drama    | Glenn Close                                         | Indicado  |
| Globo de Ouro 2012 | Melhor atriz secundária | Janet McTeer                                        | Indicado  |
| Globo de Ouro 2012 | Melhor canção original  | "Lay Your Head Down" (Brian Byrne e Glenn Close)    | Indicado  |

## Elenco
- Glenn Close como Albert Nobbs
- Mia Wasikowska como Helen Dawes
- Aaron Johnson como Joe
- Janet McTeer como Hubert Page
- Pauline Collins como Mrs. Baker
- Brenda Fricker como Polly
- Jonathan Rhys Meyers como Vinconde Yarrell
- Brendan Gleeson como Dr. Holloran
- Maria Doyle Kennedy como Mary
- Mark Williams como Sean
- Serena Brabazon como Mrs. Moore
- Michael McElhatton como Mr. Moore
- Kenneth Collard como M. Pigot
- Bronagh Gallagher como Cathleen

## Produção
Glenn Close já havia interpretado o personagem principal numa produção de teatro em 1982, tendo passado 15 anos a tentar transformar a história em filme. Além de seu papel de protagonista, Close também foi uma das produtoras e co-roteirista com John Banville.
A produção estava programada para começar em julho de 2010, mas foi adiada até dezembro, quando Mia Wasikowska e Aaron Johnson substituiram Amanda Seyfried e Orlando Bloom. As filmagens começaram em 13 de dezembro, em Dublin e em Wicklow.

## Recepção
O filme estreou no Festival de Cinema de Telluride, no estado americano do Colorado em 2 de setembro de 2011, embora somente em janeiro de 2012 tenha estreado nos cinemas mundiais, em 245 locais. A 29 de janeiro de 2012, o filme tinha arrecadado 746.417 dólares.